# FC Beigem
FC Beigem was een Belgische voetbalclub uit Beigem in Vlaams-Brabant die werd opgericht in 1972. Het eerste elftal speelde in 3de provinciale. De jeugd speelde sinds 2017 op provinciaal niveau.
In het seizoen 2021-22 speelde Beigem kampioen in Derde Provinciale E. Het was hun laatste seizoen daar ze erna een fusie aangingen met KFC Borght-Humbeek om tezamen de nieuwe club Fenixx BeigHum te vormen.
De clubkleuren waren groen en wit en hun stamnummer 7753.